# Kloster Mariabrunn

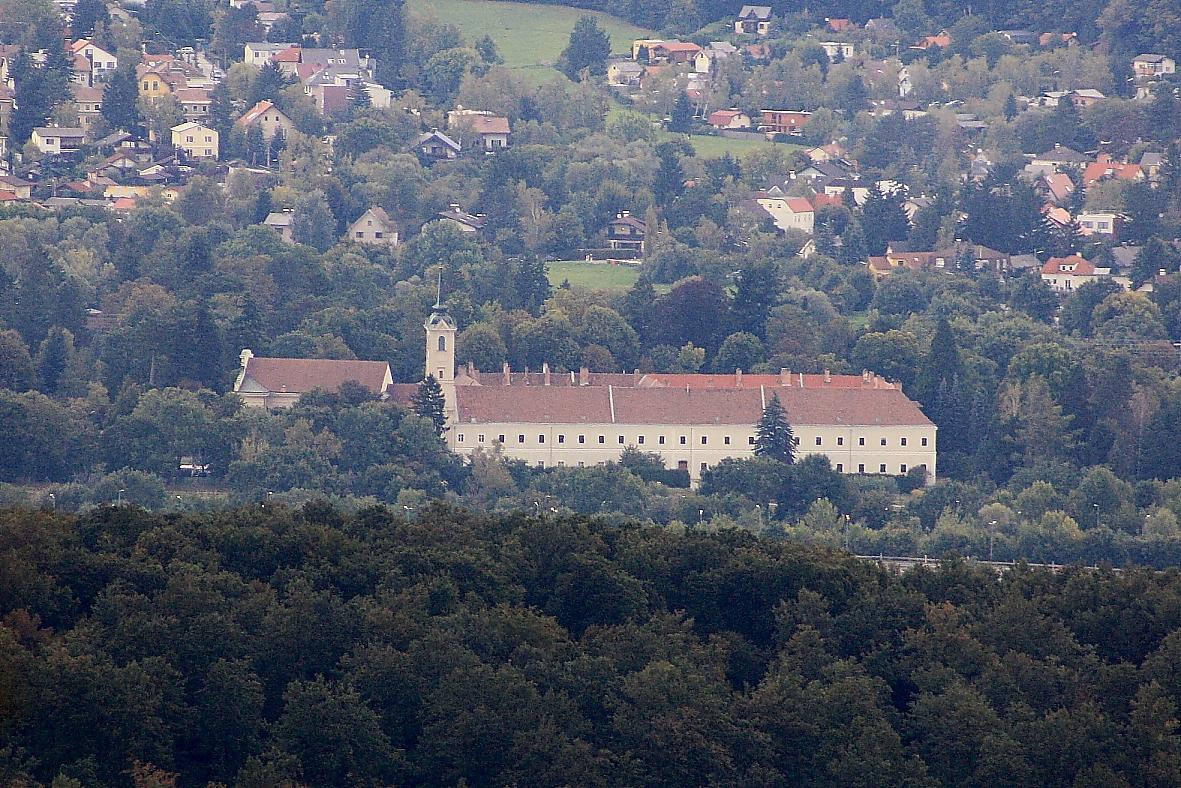
Ehemaliges Kloster Mariabrunn, links angebaut die Pfarr- und Wallfahrtskirche Mariabrunn, Fotostandpunkt Hubertuswarte

Das Kloster Mariabrunn befindet sich an der Adresse Hauptstraße 7 in Hadersdorf-Weidlingau im Bezirk Penzing in der Stadtgemeinde Wien. Das ehemalige Kloster ist im Besitz der Bundesimmobiliengesellschaft und an das Bundesforschungs- und Ausbildungszentrum für Wald, Naturgefahren und Landschaft (BFW) vermietet. Es beinhaltet seit 1994  weiters das Museum für das forstliche Versuchswesen. Die ehemalige Klosteranlage steht unter Denkmalschutz.
Von 1822 bis 1847 gab es am 1. Mai Wettläufe der Berufsläufer auf einer Strecke von Wien bis zum Kloster Mariabrunn und zurück.

## Geschichte
Ab 1610 ist eine Wallfahrt am Ort genannt. 1636/1637 ging der Wallfahrtsort unter Kaiser Ferdinand II. an den Orden der Augustiner-Discalceaten. Kloster wie Kirche wurde 1655 mit dem Baumeister Domenico Carlone vollendet und geweiht. Das in der Mitte des 17. Jahrhunderts errichtete Kloster ist im Kern baulich erhalten und wurde ostseitig im zweiten Viertel des 18. Jahrhunderts erweitert. Nach dem Türkenkrieg (1683) wurde 1684 Kirche und Kloster teils wiederhergestellt. Von 1726 bis 1732 und von 1736 bis 1739 wurde das Kloster umgebaut und nach Osten erweitert. Vermutlich wurde der Quertrakt von Lucas von Hildebrandt projektiert. 1787 wurde die Hauptstraße aus der Nähe des Wienflußes entfernt und an der Nordseite des Klosters durch den ehemaligen Klostergarten verlegt. 1813 wurde im Kloster die k. k. Forstlehranstalt untergebracht. 1829 wurde das Kloster aufgehoben. Ab 1867 Sitz der Forstakademie und 1875 aufgehoben und der Hochschule für Bodenkultur eingegliedert und seit 1887 als Forstliche Bundesversuchsanstalt geführt. Das Klostergebäude wurde von 1989 bis 1993 restauriert.
- Ehemalige Forstakademie Mariabrunn

## Architektur
Die schlichte Klosteranlage des frühen Barock ist eine große zweigeschoßige rechteckige Anlage und wird durch einen mittigen Quertrakt in zwei ungleiche rechteckige Höfe geteilt. An der Südwestecke ist schräg die Pfarr- und Wallfahrtskirche Mariabrunn baulich mit dem Kloster verbunden.